# Héctor Canteros
Héctor Miguel Canteros, né le 15 mars 1989 à Buenos Aires, est un footballeur international argentin évoluant au poste de milieu de terrain.

## Biographie
Canteros est formé au club argentin du Vélez Sarsfiel. Il joue son premier match professionnel le 8 février 2009 en entrant en jeu durant un nul 0-0 contre l'Independiente en Clausura 2009. Le jeune milieu de terrain remporte d'ailleurs cette compétition. Après deux saisons discrètes où il ne participe qu'à six matchs, Canteros commence à se faire une place durant la saison 2011.
Pour la saison 2012-2013, Canteros est prêté au Villarreal CF qui évolue en Liga Adelante, seconde division espagnole. Il ne joue que douze matchs mais inscrit deux buts. À son retour au Vélez, il réintègre l'équipe mais n'arrive pas à convaincre et finit par rejoindre le club brésilien de Flamengo en 2014.
Malgré deux saisons pleines au club, Canteros est de nouveau prêté. Il revient ainsi au Vélez lors de la saison 2016-2017 puis le Chapecoense la saison suivante. Ce dernier prêt réussit à convaincre le club brésilien à l'acheter en 2018. Cependant, après avoir disputé vingt-quatre rencontres, Canteros signe au MKE Ankaragücü en janvier 2019.
Au niveau international, Canteros est convoqué en sélection par Alejandro Sabella en 2011 pour disputer les deux rencontres de Superclásico de las Américas face au Brésil. Il profite du fait que les deux sélections alignent des joueurs de leurs championnats nationaux respectifs. Le 15 septembre 2011, il honore sa première cape en étant titularisé, le numéro 10 au dos (0-0).

## Palmarès
En club
 Vélez Sarsfiel
- Primera División
  - Clausura 2009, Clausura 2011

- Supercopa
  - 2013